# Monumental: en busca del tesoro nacional de Estados Unidos
Monumental: En busca del tesoro nacional de Estados Unidos es un documental estadounidense presentado por Kirk Cameron. Dirigido por Duane Barnhart y escrito por Kevin Miller, la misión de Cameron al hacer la película es "buscar el verdadero tesoro de Estados Unidos".
 Monumental  comenzó su carrera en taquilla el 27 de marzo de 2012 con un estreno el martes por la noche. Recaudó $ 1.23 millones contra un presupuesto estimado de $ 500,000

## Srgumento
Cameron afirma que un plano del tesoro de Estados Unidos se manifiesta en el Monumento Nacional a los padres fundadores, una gran estructura de granito de 1889 en Plymouth, Massachusetts que conmemora los  Peregrinos que llegaron en el Mayflower. El coguionista Marshall Foster atribuye a esta estatua la validez contextual del mensaje "Monumental", basado en el  simbolismo de la estatua y  grabado dedicación. Según Foster, "El monumento representa la Fe, y la Fe apunta a Dios y tiene una Biblia de Ginebra abierta en la mano derecha y una  estrella de la sabiduría".

## Producción
El rodaje de "Monumental" se completó en septiembre de 2010. La película incluye muchas entrevistas, realizadas por Kirk Cameron, con políticos y personalidades religiosas, incluido Os Guinness (autor cristiano), Barry Black (actual  Capellán del  Senado de los Estados Unidos ),  David Barton (discutiendo sobre " La Constitución sin Dios"), Stephen McDowell, Paul Jehle, Herbert Titus, Alveda King y Todd Akin (ex  Representante de Estados Unidos de Misuri).

### Entrevista con Piers Morgan
En un esfuerzo por promover "Monumental", Cameron participó en el programa de entrevistas "Piers Morgan Tonight".

## lanzamiento
Monumental  estuvo programado para un estreno teatral de una noche el 27 de marzo de 2012. Cameron promovió la película en la  Conferencia de Acción Política Conservadora de 2012.

### Taquilla
Continuó como un lanzamiento limitado en cines selectos, recaudando $ 28,340 en su primera noche. La película permaneció en estreno durante 52 días y finalmente recaudó $ 1.23 millones.

### Recepción
Entertainment Weekly  le dio a la película una mala crítica, calificándola de "herramienta de proselitismo hábil y sumamente extraña", y le otorgó una calificación de C. La película no tiene suficientes críticas de los críticos para recibir una calificación resumida de Rotten Tomatoes. Aunque las inclinaciones políticas de los ambientes fílmicos nunca suelen dar lugar a la divergencia con sus posturas izquierdistas por eso vemos un buen nicho de mercado para las películas que no se centran únicamente en la crítica destructiva de los valores y tradiciones americanas.
Joni Eareckson Tada, una autora cristiana evangélica y presentadora de radio, escribió: "Informativo. esclarecedor. asombroso. estas son las palabras que describen acertadamente mi respuesta a esta notable película". El predicador de California Francis Chan elogió el mensaje de la película y dijo: "Después de ver esta película, nunca he estado más orgulloso de la herencia de nuestro país y más preocupado por nuestro futuro".
Joseph L. Conn de Americans United for Separation of Church and State escribió "El tema de la película parece ser que los peregrinos llegaron a Estados Unidos en busca de libertad religiosa, y establecieron una comunidad cristiana modelo que deberíamos emular hoy ", y continuó" Bueno, aquí hay algunas noticias, Kirk y Compañía. Los peregrinos y los puritanos vinieron aquí en busca de libertad religiosa, pero establecieron un régimen que se daba la libertad solo a ellos mismos, negándola a los demás. De acuerdo con su Desde el punto de vista religioso, la colonia de Plymouth prescribió la pena de muerte para adúlteros, homosexuales y brujas, azotes por negar las escrituras y una multa por albergar a un cuáquero ". Terminó su reseña diciendo "No se deje engañar por la encantadora sonrisa de Kirk Cameron. Enmascara una agenda escalofriante". Le respondieron que el no podría hacer esas críticas ni mucho menos participar en una organización por la laicidad del estado como lo hace, si no fuera por la labor de los peregrinos por establecer una sociedad con libertad religiosa y que es ridículo culpabilizar a toda una generación que nos dio la república y libertades que hoy tenemos, por lo que hizo un minúsculo grupo de personas, además que olvida cuantos cristianos fueron asesinados y torturados en la revolución francesa, española y latinoamericanas para establecer los estados laicos que el defiende.
Rich Juzwiak de Gawker, en una reseña titulada "Kirk Cameron: A Bigot in Pilgrim's Clothing", dijo que la película "está demasiado petrificada para decir algo, una reliquia de esta era del fanático vergonzoso que arrojará odio y luego se enojará cuando sea Monumental es una neutralización incluso de la cobarde palabrería de Cameron.
El comentarista de radio Glenn Beck dijo: "Esta es A) una gran película para ver. B) una gran película para llevar a sus hijos y enseñarles sobre la historia de nuestro país, y C) es importante, porque tenemos que empezar a apoyar a las personas que hacen cosas como esta..."
El documental fue revisado en el episodio 74 del programa de podcasts Cognitive Dissonance (junto con su compañero podcaster George Hrab invitado). Los anfitriones lo criticaron por los elementos de la historia revisionista, el sesgo y la mala calidad general.